# Bolesław Kominek
Bolesław kardinál Kominek (23. prosince 1903 Radlin (II) (nyní část města Wodzisław Śląski), Německá říše – 10. března 1974 Vratislav, Polsko) byl polský římskokatolický církevní představitel, arcibiskup vratislavský a kardinál.

## Život

### Studia
Po studiích na státním gymnáziu v Rybniku (byl prvním polským maturantem na této škole) nastoupil roku 1923 do Slezského duchovního semináře v Krakově; současně zde navštěvoval teologickou fakultu Jagellonské univerzity. Dne 11. září 1927 byl v Katovicích vysvěcen na kněze. V letech 1927-1930 absolvoval doktorské studium na Katolickém institutu v Paříži. Po návratu do rodné katovické diecéze jen krátce pracoval jako duchovní správce farnosti sv. Jana a Pavla v Katovicích-Dębiu, ale již roku 1931 jej biskup Stanisław Adamski povolal do biskupské kurie, kde pracoval mj. jako tajemník Katolické akce v diecézi. Redigoval rovněž řadu diecézních katolických periodik v polštině i němčině a upoutal pozornost originálním novinářským stylem.
V průběhu II. světové války zůstal Kominek ve službách své diecéze, která se ocitla na území Německa a jejíž biskup Stanisław Adamski byl vyhoštěn do Generálního gouvernementu. Zabýval se především charitativními akcemi ve prospěch polských válečných zajatců a později vězňů koncentračních táborů, zprostředkovával rovněž spojení mezi polským klérem na okupovaném území a emigrační vládou. V bezprostředně poválečné době se staral o nové osídlence a repatrianty ve Slezsku.

### Poválečné období
Poté, co bezprostředně po II. světové válce došlo ke změně hranic mezi Polskem a Německem, zřídil polský primas August Hlond, odvolávaje se na zmocnění papeže, dne 15. srpna 1945 pro tato území čtyři administratury. Správu administratury pro Opolské Slezsko svěřil Bolesławu Kominkovi. Tyto administratury však nebyly papežem uznány, mj. s ohledem na protesty vratislavské metropolitní kapituly sídlící ve Zhořelci. Kominek položil základy diecézní organizace včetně založení vyššího duchovního semináře v Nise a církevního vydavatelství. 25. ledna 1951 byl však stejně jako ostatní administrátoři nově obsazených území donucen opustit své působiště.
Dne 26. dubna 1951 byl jmenován titulárním biskupem ze Sophene (Sophenensis) a papežem určen za správce polské části vratislavské arcidiecéze v postavení pomocného biskupa. Funkce se však pro odpor státních orgánů nemohl ujmout ani se nemohl na území arcidiecéze zdržovat; jeho pohyb byl omezen na krakovskou diecézi. Úřady bránily i jeho biskupskému vysvěcení, které musel přijmout tajně v privátní kapli od přemyšlského biskupa Franciszka Bardy dne 10. října 1954. Jelikož mezitím (1953) byl titul biskupa sophenského udělen jinému knězi, byl roku 1956 jmenován titulárním biskupem z Vagy (Vagensis).
V témže roce 1956 se konečně mohl ujmout faktické správy vratislavské arcidiecéze; protože Vatikán dosud neuznával administratury zavedené primasem Hlondem, působil zde jakožto generální vikář hnězdenského arcibiskupa. Od té doby do roku 1972 rovněž předsedal Biskupské církevní komisi západních a severních oblastí, která mj. pracovala na normalizaci církevněsprávních poměrů na polských „nových územích“, tj. těch, která před II. světovou válkou náležela Německu. O rok později, 19. května 1962, byl jmenován titulárním arcibiskupem z Euchaitae (Euchaitenus). Prvním krokem ke standardizaci správy vratislavské provincie bylo oficiální jmenování arcibiskupa Kominka apoštolským administrátorem arcidiecéze ad nutum Sanctae Sedis 15. května 1967.
V letech 1962 a 1965 se arcibiskup Kominek účastnil prvního a čtvrtého zasedání Druhého vatikánského koncilu. Byl členem komise pro věci apoštolátu laiků a komise pro věci tisku a sdělovacích prostředků, papež jej povolal rovněž do komise „Justitia et pax“ a jmenoval členem sekretariátu pro věci nevěřících. Byl spoluautorem Pastorální konstituce o církvi v dnešním světě. Po dlouhá léta byl předsedou Pastorální komise Polské biskupské konference a později také místopředsedou Rady Evropských biskupských konferencí.

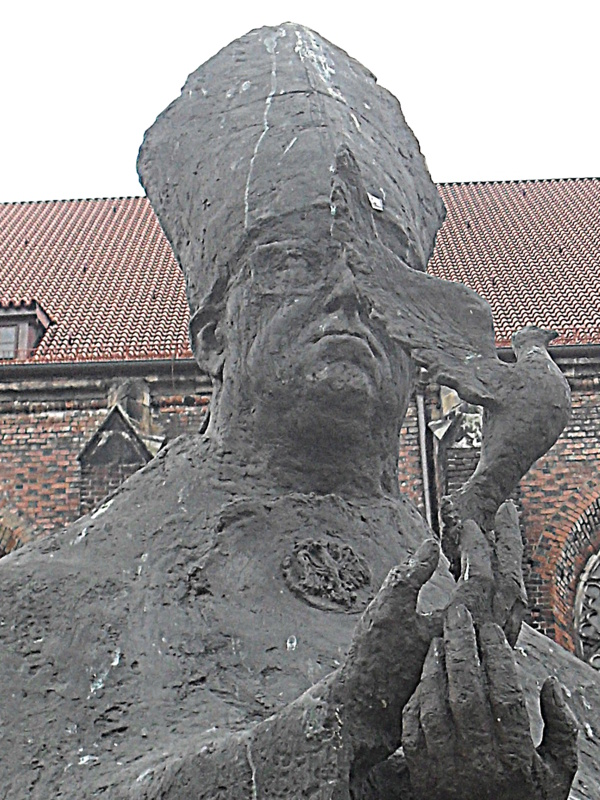
Socha kardinála ve Vratislavi

Od počátku svého poválečného působení usiloval Kominek o řádné uspokojení církevních potřeb německy mluvících věřících ve své administratuře i o smíření polského a německého národa v širším smyslu. V těchto intencích působil i na II. vatikánském koncilu, zejména v komisi „Justitia et pax“. V roce 1965 byl iniciátorem a autorem Proklamace polských biskupů k jejich německým bratrům v Kristově pastýřském úřadu, z níž pochází známý obrat "odpouštíme a prosíme o odpuštění". Jednalo se o jeden z prvních významných příspěvků k polsko-německému smíření.
Biskup Kominek se rovněž přičinil o normalizaci diplomatických vztahů mezi Polskem a Spolkovou republikou Německo, která vyústila v polsko-německou smlouvu a nepřímo i v urovnání církevní organizace polských „nových území“ roku 1972. Vratislavská arcidiecéze a Vratislavská církevní provincie byly obnoveny, od arcidiecéze byly odděleny jako samostatné diecéze opolská, diecéze gorzówská a diecéze zhořelecká (na území tehdejší NDR). Arcibiskup Kominek byl 28. června 1972 jmenován plnoprávným arcibiskupem a metropolitou vratislavským. 5. března následujícího roku jej papež Pavel VI. jmenoval kardinálem-knězem od S. Croce in via Flaminia (předchozím držitelem tohoto titulu byl kardinál Josef Beran). O rok později, 10. března 1974, však kardinál Kominek zemřel v sídle své arcidiecéze. Jeho ostatky byly uloženy do krypty katedrály svatého Jana Křtitele ve Vratislavi.